# Rue Drootbeek
La rue Drootbeek ou rue du Drootbeek (en néerlandais : Drootbeekstraat) est une rue bruxelloise située à Laeken, section de la commune de Bruxelles-ville, qui va du Boulevard Émile Bockstael à la rue de Wautier en croisant la rue de Moorslede la rue François Lesnino et la rue de Molenbeek.
La numérotation des immeubles va de 1 à 165 pour le côté impair et de 2 à 76 pour le côté pair.

## Toponymie
Une étymologie populaire fait de «Drootbeek» «de rode beek», c'est-à-dire le «ruisseau rouge» en néerlandais. Il faut plutôt y voir une combinaison de «rood/rode» qui signifie «endroit défriché» et «beek» qui signifie «ruisseau», c'est-à-dire le «ruisseau qui passe par un endroit défriché». Le cours du ruisseau, qui a complètement disparu depuis longtemps, passait originellement à l'emplacement les maisons du côté pair de la rue. Drootbeek est également le nom d'un des collecteurs principaux des égouts de bruxelles qui se jetait dans le canal avant son raccordement à la station d'épuration nord.

## Adresses notables
- La façade et le parc du Collège de la Fraternité (entrée au 173 rue de Molenbeek) occupe presque entièrement la première moitié du côté pair de la rue. Le collège était à l'origine une congrégation religieuse qui a acquis le château du fief de Drootbeek en 1849. L'ancien fief  était constitué d'un hameau, d'un château et de terres. Du château ravagé par un incendie en 1886 il ne subsiste qu'une tour carrée datant de 1547 aujourd'hui recouverte de crépi. Quelques vieux pans de murs sont par ailleurs englobés dans les importantes constructions modernes. Une partie des terres ont été achetées par les propriétaires de Tour et Taxis en 1704. C'est sur l'emplacement de ces prés qu'on construisit le bassin Vergote.

- La rue abrite, au numéro 145-147 l'ancienne "Fabrique nationale de lampes électriques s.a.", ancien bâtiment industriel transformé en bureaux et appartements d'habitation. Plusieurs bâtiments à vocation industrielle émaillent le bâti de la rue qui est aujourd'hui essentiellement résidentielle.